# Kikuhara Siró
Kikuhara Siró (Kanagava, 1969. július 7. –) japán válogatott labdarúgó.

## Nemzeti válogatott
A japán válogatottban 5 mérkőzést játszott.

## Statisztika
| Japán válogatott | Japán válogatott | Japán válogatott |
| Időszak          | Mérk.            | gól              |
| ---------------- | ---------------- | ---------------- |
| 1990             | 5                | 0                |
| Összesen         | 5                | 0                |